# Френк Вогель
Френк Пол Вогель (англ. Frank Paul Vogel; нар. 21 червня 1973) — американський професійний баскетбольний тренер. Він також був головним тренером «Індіани Пейсерс», «Орландо Меджик» та «Лос-Анджелес Лейкерс». Раніше Вогель працював помічником тренера «Пейсерс», «Філадельфії» і «Бостона». Він привів «Лейкерс» до їх 17-го чемпіонського титулу, і свого першого, коли вони перемогли «Маямі Хіт» у фіналі чемпіонату НБА сезону 2019/20.

## Титули і досягнення
- Чемпіон НБА як головний тренер «Лос-Анджелес Лейкерс»: 2020.